# Acropora hoeksemai
Acropora hoeksemai là một loài san hô trong họ Acroporidae. Loài này được Wallace miêu tả khoa học năm 1997.